# Província de Tamanrasset
La província de Tamanrasset o Tamanghasset (àrab: ولاية تمنراست, Wilāya Tamanrāssat; idiomes berbers: ⵜⵣ'ⵓⵏⵜ ⵏ ⴰⴾⴰⵍ ⵜⴰⵏ ⵜⴰⵎⴰⵏⵗⴰⵙⵜ) és una província (wilaya) al sud d'Algèria. Rep el nom de la capital provincial i municipi de Tamanrasset. La província acull dos parcs nacionals: el Parc Nacional Ahaggar i el Parc Nacional Tassili n'Ajjer. És la província més extensa d'Algèria, amb una superfície de 336,839 km2. El febrer de 2021, els districtes administratius d'In Salah i In Guezzam van ser promoguts a wilayas.

## Geografia
La Província de Tamanrasset està situada a l'extrem sud d'Algèria, a uns 2.000 quilòmetres d'Alger, al cor del desert algerià del Sàhara. L'altitud mitjana de la província s'acosta als 1.400 metres i la seva àrea administrativa acull el cim més alt d'Algèria, el pic Tahat, situat a les muntanyes Ahaggar amb una altitud de 3.003 metres.

### Relleu
El territori de la província és compost per tres àrees geogràfiques i físiques diferenciades: Tidikelt, Ahaggar i la franja fronterera.
- El nord conté una regió relativament plana, amb altiplans (Tadmait) i planes (Tidikelt) on sovintegen els ergs i on s'hi amaguen recursos hídrics i energètics d'importància per a la regió.
- Al centre hi ha una regió muntanyosa, l'Ahaggar, i el seu entorn tassilià (Tassili) amb recursos minerals i turístics.
- La franja fronterera amb el Ténéré, Tafessasset, In-Azaoua, In-Guezzam i Tinzaouatine.

Altiplans de Tadmait i Tinghert: Són al nord i al nord-est de la província i tenen forma d'hamadas semblants a dues conques esquerdades on hi ha dunes molt actives. El límit sud de l'altiplà de Tadmait assoleix una altitud de 836 m.

## Clima
En general, la província té un clima càlid i desèrtic (classificació climàtica de Köppen BWh), amb uns estius molt calorosos i els hiverns suaus, encara que les zones més muntanyoses, com l'AHaggar, tendeixen a temperatures més fresques comparades amb les de les àrees més planeres del sud i l'oest de la província.

### Límits
- al nord, per la província o wilaya d'In Salah
- al nord-est, per la província d'Illizi
- a l'est, per les províncies d'Illizi i de Djanet
- a l'oest, per les províncies d'Adrar i de Bordj Badji Mokhtar
- al sud, per la província d'In Guezzam
- al sud-est, pel Niger

### Població
La població de la Província de Tamanrasset és de 176.637 (cens de 2008) La població nòmada s'estima en unes 18.000 persones.
| municipi          | població 1998 | 2008       |
| Foggaret Ezzaouia | 4,763         | 6,649      |
| Idles             | 3,791         | 4,945      |
| In Amguel         | 3,030         | 4,208      |
| In Ghar           | 8,059         | 11,225     |
| In Guezzam        | 4,938         | 7,045      |
| In Salah          | 28,022        | 32,518     |
| Tamanrasset       | 72,741        | 92,635     |
| Tazrouk           | 3,033         | 4,091      |
| Tinzaouten        | 2,314         | 4,157      |
| Total província   |               | 176.637    |
| Algèria           | 29.100.867    | 34.080.030 |

## Organització administrativa
Constituïda com a província el 1974 amb dues daïres (Tamanrasset i In-Salah), actualment compta amb 2 Wilaya delegades, 10 municipis i 7 daïres.
| Daïres       | Municipis                    |
| ------------ | ---------------------------- |
| Tamanrasset  | Tamanrasset, In Amguel       |
| Silet        | Abalessa                     |
| In-Ghar      | In-Ghar                      |
| Tazrouk      | Tazrouk, Ideles              |
| In-salah     | In Salah, Fougarret-Ezzaoula |
| In-Guezzam   | In-Guezzam                   |
| Tinzaouatine | Tinzaouatine                 |

| municipis           | pobles/ciutats |
| Tamanghasset        | Amsel, Outoul, Assekrem, Tahifet, Terhenanet, Tagmart, Talanteidit, Ihelfene, Indalagh, Tit, Taghaouhaout,Izernene, Tamanrasset.                    |
| In-Amguel           | In-Amguel, Ineker, Arak, Tasnou, Meniet, Tahaggar,Timidir.                                                                                          |
| Abalessa            | Silet, Iglen, Tifert El Fougania, Tifert El Tahtania, Tinamansagh, Daghmouli, Isslesskene, Tahart, In Azarou In-Ouzel, Abalessa                     |
| In-Salah            | Ksar larab,Ksarlemrabtine, Deghamcha,Elbarka, Igostene, HassiLahdjar, El Zaouia,SidiBelkacem, SahlaTahtania, Sahla El Fougania, Tadjourt, In-Salah. |
| Fouggaret- Ezzaouia | Silafene, Hinoune, FouggaretLaarab, FouggaretEzzaouia.                                                                                              |
| In-Ghar             | Laksar, Tourfine, Chouiter, Lahdeb, Akbour, Sebkha, Ez’zouia, In-Ghar                                                                               |
| Tazrouk             | In-Ezzane, Serkout, Tintarabine, Col d’Azrou (nord), Tassili Alaksa (sud), Tazoulet,Akal, Gazoulene, Tazrouk                                        |
| Ideles              | Mertoutek, Hirafok, Tizait, Tassili Alaksa(partie nord), Amguid, Tazrouk.                                                                           |
| In-Guezzam          | In-Azaoua, Laouni, In-Ataye, Garet-Enous, Tassili (sud), Hassi In-Tafouk (est), In-Guezzam.                                                         |
| Tinzaouatine        | Hassi In-Tafouk (ouest), Oued Tassamak (est), Taouandart, Tinzaouatine                                                                              |

## Flora i fauna
Tamanrasset conté centenars d'espècies vegetals, sobretot d'origen saharià, africà i tropical. Moltes d'elles tenen propietats terapèutiques i bona part s'usen per l'estètica. Algunes de les plantes també s'usen en la construcció d'habitatges i en la confecció artesana Hi sovintegen l'acàcia, artemisa, gosset i tamaris. Entre la fauna habiten la regió les gaseles, guepards, muflons, escurçons. També alguns amfibis i peixos com barbs, tilapia i silurs.

## Comunicacions
Tamanrasset té una xarxa de carreteres províncial i una de nacional i un aeroport internacional que ofereix vols nacionals i internacionals que actualment acompleixen tots els estàndards de seguretat.

## Història
Tamanrasset o Tamanghasset, antigament Fort Laperrine (nom d'un general francès durant la colonització) és la capital dels tuaregs algerians (ètnia berber). La capital és coneguda per haver estat el lloc de residència de Charles de Foucauld.
Entre el quart i tercer mil·lenni aC., ja hi hagué ocupació humana. En són testimoni les pintures rupestres trobades a l'Hoggar.
Fins al segle xx, hi hagué localitats d'indígenes zeribes, berbers no àrabs.
1902: Batalla de Tit
1905: Arribada del pare Charles de Foucauld que construeix una petita barraca de pedres i terra al territori de Kel Ahaggar. El1916 és assassinat durant la presa de la ciutat per les tropes de Sanoussie.
Cap al 1915, Tamanrasset era un petit poble d'uns cent habitants.
1919: S'aferma la presència francesa amb la implementació de serveis administratius i la construcció d'una caserna.
1920: La primera travessia del Sàhara amb avió passà per Tamanrasset.
1960: Es realitza una primera prova nuclear francesa i les precipitacions radioactives van arribar fins a Tamanrasset. El 1961 Tamanrasset es converteix en subprefectura del departament “Territori d'Oasis al Sàhara”, promoguda pel Centre Experimental Nuclear Francès. El 1967 França abandona els experiments nuclears al Sàhara després dels acords d'Evian.
1970: Hi ha una sequera generalitzada a tot el Sàhara amb una gran desertificació a la regió que provoca l'entrada de refugiats a la ciutat.
1974: Tamanrasset és declarada capital de província (wilaya) amb 30.000 habitants. El turisme creix molt ràpidament. La província va ser creada el 2 de juliol de 1974 a partir del Departament d'Oasis després d'una reorganització de les províncies d'Algèria. L'any 1983 es van modificar les seves fronteres.
1992: Hi ha un inici de guerra civil que limita a mínims les activitats turístiques a la regió.
El 26 de novembre de 2019, els districtes d'In Salah i In Guezzam, anteriorment amb delegacions, van ser promoguts a l'estatus de província. Abans del 2019, la superfície de la província era de 557.906 km2.